# ريدة (ذي السفال)

تعديل مصدري - تعديل

ريدة هي إحدى قرى عزلة ريده ورياد بمديرية ذي السفال التابعة لمحافظة إب، بلغ تعداد سكانها 1371 نسمة حسب تعداد اليمن لعام 2004.